# Тамплёв-ан-Певель
Тамплёв-ан-Певель (фр. Templeuve, до 2015 года — Тамплёв) — коммуна во Франции, регион О-де-Франс, департамент Нор, округ Лилль, центр кантона Тамплёв. Расположена в 15 км к юго-востоку от Лилля, в 2 км от автомагистрали А23. На юго-востоке коммуны находится железнодорожная станция Тамплёв линии Лилль-Ирсон.
Население (2017) — 6 059 человек.

## История
Название города восходит к римскому Templum Jovis и означает «Храм Юпитера». Считается, что существующая церковь Святого Мартена построена на месте бывшего римского храма, но доказательств этого найдено не было.

## Достопримечательности
- Церковь Святого Мартина XI века, реконструированная в XIX веке
- Ветряная мельница Вертен, впервые упомянутая в источнике в 1328 году
- Шато Баррат XIX века
- Пивоварня Ламблен 1850 года

## Экономика
Структура занятости населения:
- сельское хозяйство — 2,4 %
- промышленность — 4,1 %
- строительство — 5,4 %
- торговля, транспорт и сфера услуг — 48,7 %
- государственные и муниципальные службы — 39,4 %

Уровень безработицы (2017) — 9,5 % (Франция в целом — 13,4 %, департамент Нор — 17,6 %). 

Среднегодовой доход на 1 человека, евро (2017) — 24 770 (Франция в целом — 21 110, департамент Нор — 19 490).

## Демография
Динамика численности населения, чел.

## Администрация
Пост мэра Тамплёв-ан-Певеля с 2001 года занимает Люк Монне (Luc Monnet), член Совета департамента Нор от кантона Тамплёв. На муниципальных выборах 2020 года возглавляемый им правый список одержал победу в 1-м туре, получив 50,05 % голосов и опередив конкурирующий центристский список на 3 голоса.
| Период | Период | Фамилия           | Партия                                                                      | Примечания                                                                                        |
| ------ | ------ | ----------------- | --------------------------------------------------------------------------- | ------------------------------------------------------------------------------------------------- |
| 1977   | 1989   | Робер Ванделануат | Союз демократов в поддержку республики, Объединение в поддержку Республики  | врач, член Генерального совета департамента депутат Национального собрания                        |
| 1989   | 2001   | Дани Ваттебле     | Объединение в поддержку Республики                                          | руководитель предприятия, член Генерального совета департамента член Совета департамента, сенатор |
| 2001   |        | Люк Монне         | Объединение в поддержку Республики, Союз за народное движение Разные правые | член Генерального совета департамента член Совета департамента                                    |

## Галерея

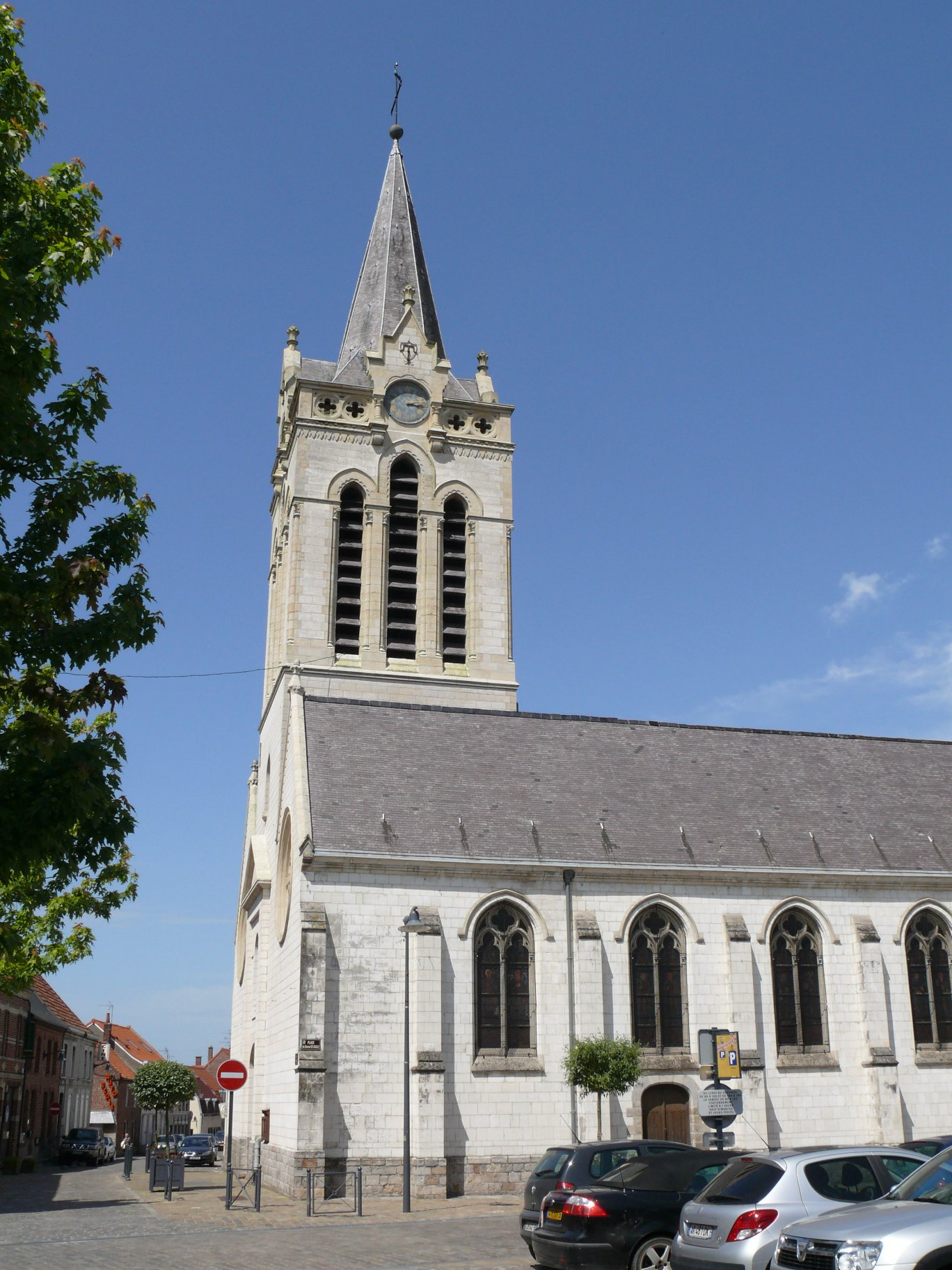
Церковь Святого Мартина
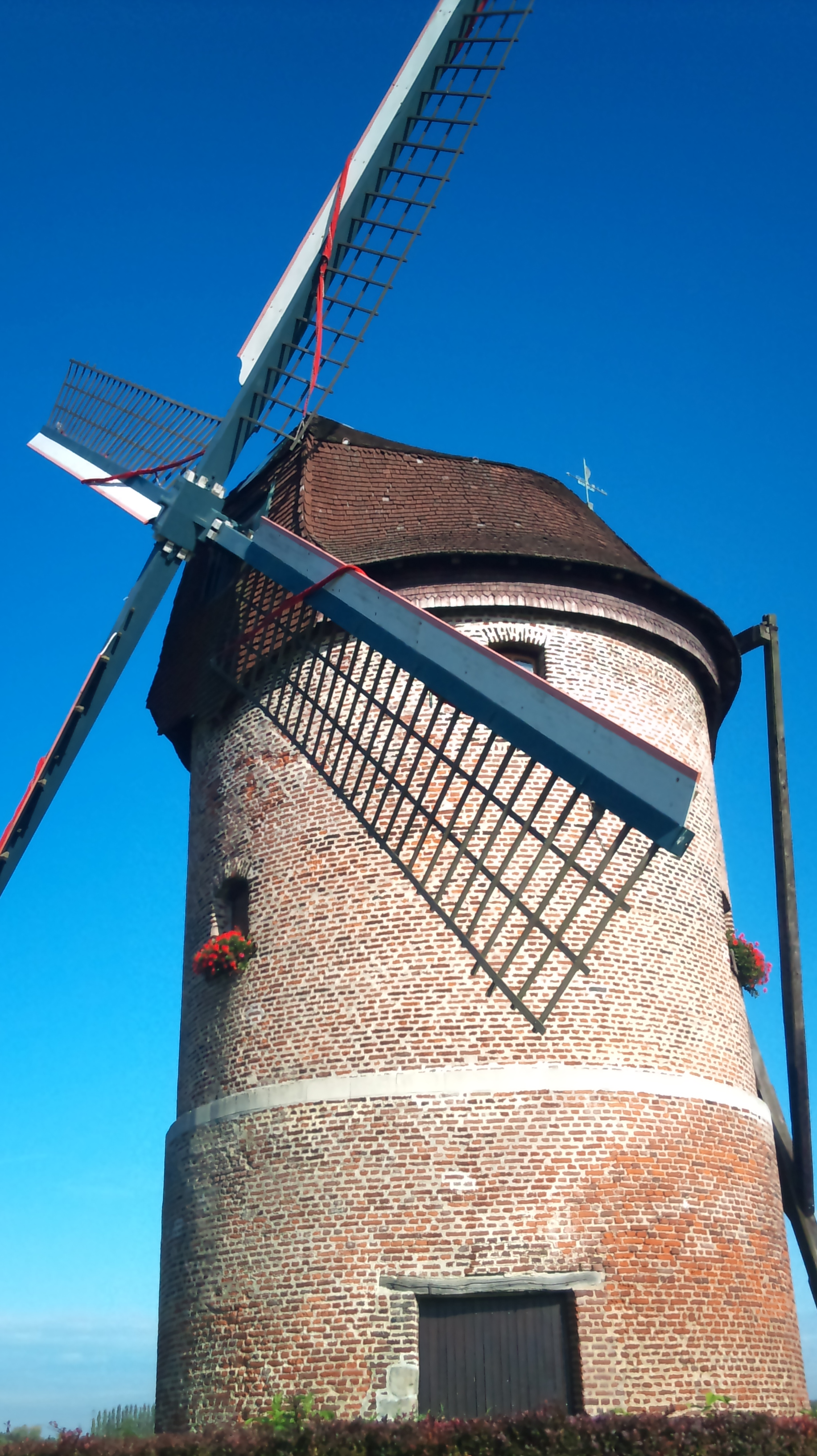
Ветряная мельница
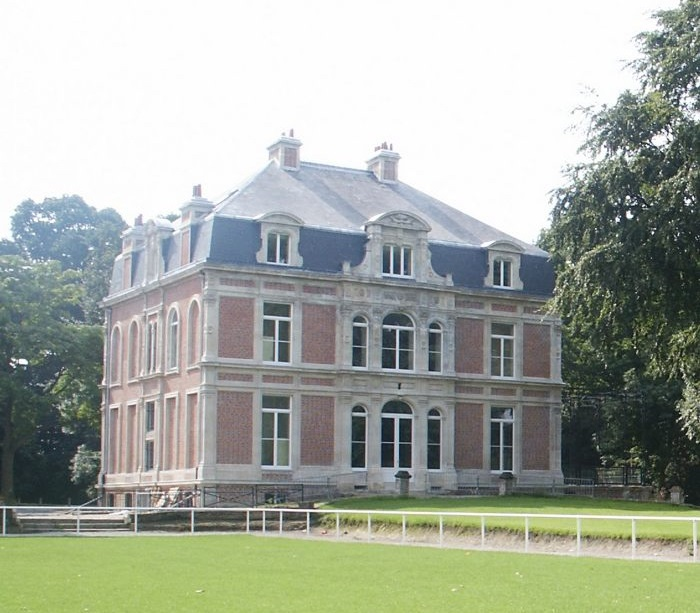
Шато Баррат

1. 1 2  база данных о французских коммунах — Национальный географический институт Франции, 2015.